# شیر تلخک (سرده)
شیر تلخک، ریش میش (نام علمی: Urospermum) نام یک سرده از تیره کاسنیان است.